# Сольчаньи, Дьёрдь
Дьёрдь Сольчаньи (венг. Szoltsányi György, или Жорж Сольшани фр. Georges Solchany; 13 сентября 1922, Будапешт — 27 июля 1988, Париж) — венгерско-французский пианист.

## Биография
В 1951 году получил вторую премию Международного конкурса исполнителей в Женеве (первая не была присуждена), в 1952 г. стал первым лауреатом Международного конкурса пианистов имени Альфредо Казеллы в Неаполе. На протяжении 1950-х годов выступал как пианист в составе Венгерского трио (вместе со скрипачом Арпадом Герецом и виолончелистом Вильмошем Палотаи), сотрудничал с Венгерским квартетом (в частности, в совместной записи квинтетов Шумана и Брамса), аккомпанировал также Яношу Штаркеру. С 1960-х гг. жил в Западной Европе, гастролировал, в том числе в Канаде.